# Trianguloscalpellum darwinii
Trianguloscalpellum darwinii är en kräftdjursart som först beskrevs av Hoek 1883.  Trianguloscalpellum darwinii ingår i släktet Trianguloscalpellum och familjen Scalpellidae. Inga underarter finns listade i Catalogue of Life.